# Agave acklinicola
Espèce
Agave acklinicola est une espèce de plantes du genre Agave.